# Barry Briggs

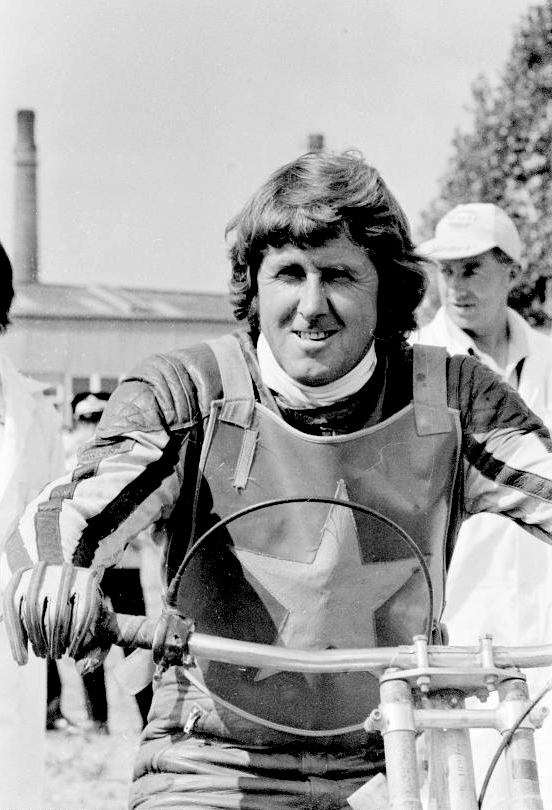
Barry Briggs

Barry Briggs (* 30. Dezember 1934 in Christchurch, Neuseeland) ist ein ehemaliger britisch-neuseeländischer Speedwayfahrer. Er war einer der dominierenden Speedwayfahrer der 50er und 60er Jahre. Er nahm von 1954 bis 1972 18-mal am Finale der Einzel-Weltmeisterschaft im Speedway teil. Dabei holte er vier Titel.
1976 beendete er seine Karriere. Im selben Jahr wurde er für seine sportlichen Leistungen zum Order of the British Empire ernannt. 1990 folgte die Aufnahme in die Sports Hall of Fame von Neuseeland.

## Erfolge

### Einzel
- Weltmeister: 1957, 1958, 1964, 1966
- Britischer Meister: 1961, 1964, 1965, 1966, 1967, 1969

### Team
- Weltmeister: 1968, 1971
- Britischer Meister: 1954, 1955, 1956, 1958, 1959, 1963, 1967